# Казнате кон Бернате
Казна̀те кон Берна̀те (на италиански: Casnate con Bernate; на ломбардски: Casnàa e Bernàa, Казнаа е Бернаа) е община в Северна Италия, провинция Комо, регион Ломбардия. Административен център на общината е градче Казнате (на италиански: Casnate), което е разположено е на 342 m надморска височина. Населението на общината е 4954 души (към 2017 г.).